# David Bonnar

Wappen von David Joseph Bonnar

David Joseph Bonnar (* 5. Februar 1962 in Pittsburgh) ist ein US-amerikanischer Geistlicher und römisch-katholischer Bischof von Youngstown.

## Leben
David Bonnar erwarb zunächst ein Bakkalaureat an der Duquesne University in Pittsburgh und studierte anschließend von 1984 bis 1988 als Seminarist des Päpstlichen Nordamerika-Kollegs an der Päpstlichen Universität Gregoriana in Rom. Am 23. Juli 1988 empfing er das Sakrament der Priesterweihe für das Bistum Pittsburgh.
Neben verschiedenen Aufgaben in der Pfarrseelsorge war er von 1997 bis 2002 Leiter der Berufungspastoral des Bistums Pittsburgh, Regens des Priesterseminars und Direktor des diözesanen Amtes für den ständigen Diakonat. Von 2007 bis 2009 war er Bischofsvikar für den Klerus. Zeitweise gehörte er dem Pastoralrat des Bistums an und war 2020 Mitglied des nationalen Beirats der Bischofskonferenz der Vereinigten Staaten. Seit 2014 gab er die Zeitschrift The Priest heraus. Vor seiner Ernennung zum Bischof war er zuletzt Pfarrer der Pfarrei Saint Aidan in Wexford.
Am 17. November 2020 ernannte ihn Papst Franziskus zum Bischof von Youngstown. Der Erzbischof von Cincinnati, Dennis Marion Schnurr, spendete ihm am 12. Januar des folgenden Jahres die Bischofsweihe. Mitkonsekratoren waren der Bischof von Pittsburgh, David Zubik, und der Bischof von Kalamazoo, Paul Joseph Bradley.